# Tempio di Artemide (Efeso)

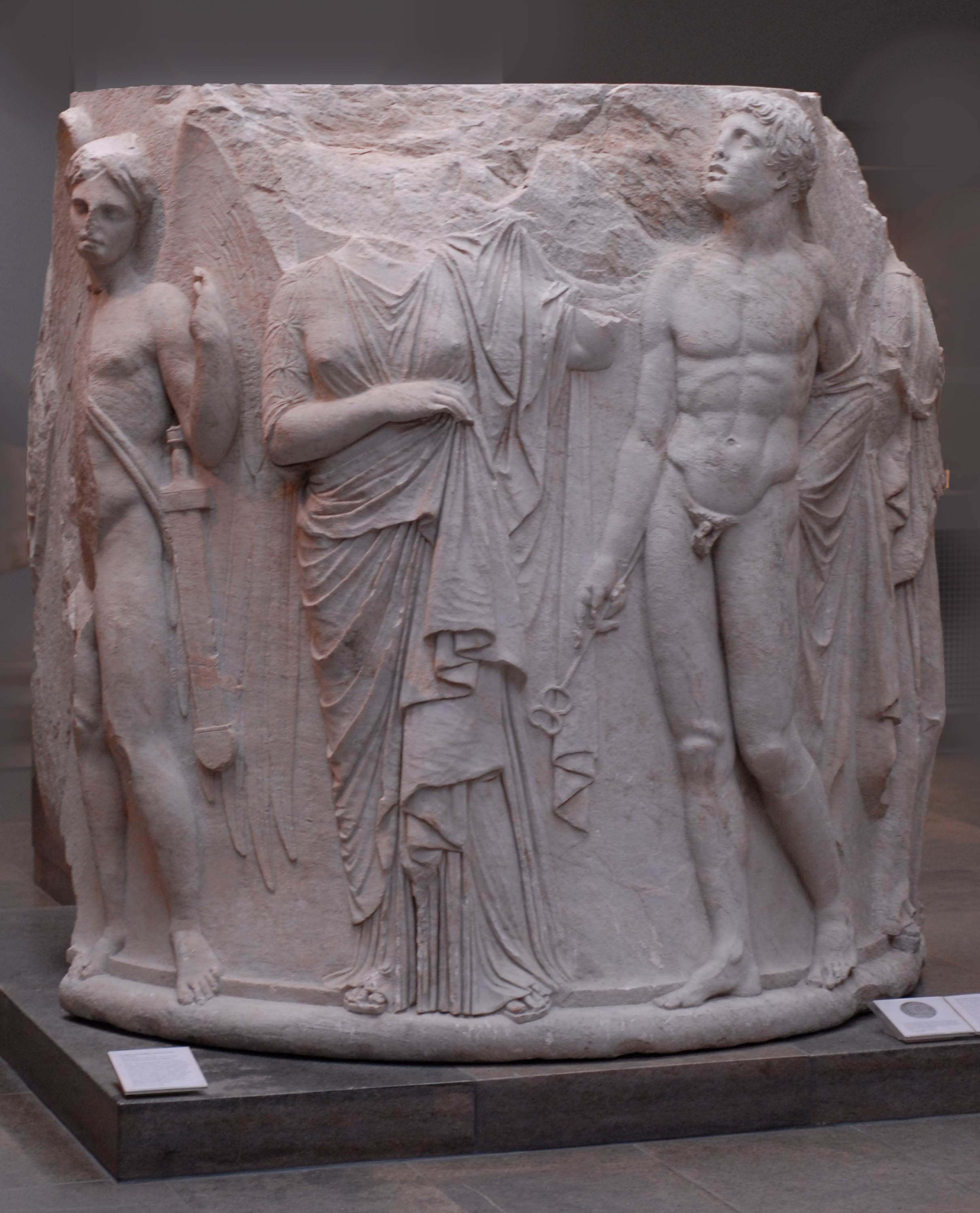
Il rilievo di un rocchio di colonna (columna caelata) del tempio tardo-classico, rinvenuto nei primi scavi ottocenteschi e conservato presso il British Museum di Londra

Il tempio di Artemide, o Artemisio (in greco antico: Ἀρτεμίσιον?, Artemísion, in latino Artemisium), era un tempio ionico dedicato alla dea Artemide, situato nella città di Efeso, nell'attuale Turchia, a circa 50 km dalla città di Smirne.
Per le sue enormi dimensioni e la ricchezza delle decorazioni, fu considerato una delle sette meraviglie del mondo antico, ma ne rimangono oggi solo minimi resti.

## Storia
L'area in cui sorse l'Artemisio era frequentata già dalla tarda età del bronzo (seconda metà del XIV e XIII secolo a.C.). A partire dall'età protogeometrica i frammenti ceramici rinvenuti testimoniano l'esistenza di un culto (fine dell'XI - inizi del IX secolo a.C.), che si svolgeva probabilmente all'aperto, forse in un semplice recinto sacro.
Nella seconda metà dell'VIII secolo a.C., o nel secondo quarto del VII secolo a.C., fu eretto il primo tempio, un periptero con cella in pietra. Questo primo tempio venne ricostruito nella seconda metà del VII secolo a.C.
L'edificio sacro venne nuovamente ricostruito nell'ultimo terzo del VII secolo a.C. di dimensioni maggiori, ma in forma di una cella priva di tetto e non più circondata da un colonnato. Alla fine del VII secolo a.C. anche questo tempio ebbe una ricostruzione nella stessa forma.
Nel 580-560 a.C. venne costruita una grande struttura in asse con il tempio, interpretato in origine come un secondo tempio ("Hekatompedos") e più recentemente come un altare monumentale, probabilmente collegato al progetto del primo tempio in marmo, l'Artemision arcaico di Creso ("diptero 1").
Durante il regno di Creso sulla Lidia, normalmente datato negli anni tra il 560 a.C. e il 546 a.C., ma con inizio forse da considerare più antico, e più precisamente intorno al 560 a.C., o intorno al 575 a.C., venne iniziata la costruzione del primo grande tempio diptero in marmo ("diptero 1" o "tardo-arcaico", o "tempio di Creso").
Il tempio fu bruciato il 21 luglio del 356 a.C., da Erostrato, che ambiva in questo modo di passare alla storia. Il tempio era ancora in rovina quando lo stesso Alessandro lo visitò nel 334 a.C. e propose agli efesini di finanziarne la ricostruzione. Tuttavia i cittadini di Efeso rifiutarono poiché era ingiusto che un dio (come veniva considerato Alessandro) presentasse dei doni a un altro dio.
La ricostruzione, finanziata dalle donazioni dei cittadini, fu completata nella prima metà del III secolo a.C. Il tempio sopravvisse a un incendio all'epoca dell'imperatore Augusto e venne distrutto a seguito dell'invasione dei Goti, nel 263 d.C. I suoi marmi furono reimpiegati per la costruzione della chiesa di San Giovanni a Efeso e della basilica di Santa Sofia a Costantinopoli.
Il tempio di Artemide cadde in rovina o fu definitivamente distrutto nel 401 d.C. Secondo alcune fonti fu distrutto dai cristiani, per ordine del vescovo Giovanni Crisostomo (354-407). Gli Atti degli Apostoli riferiscono della contrapposizione fra la comunità giudaica ellenizzata e i cristiani convertiti dall'apostolo Paolo, già nel I secolo.

## Fonti antiche
Gli autori antichi che si occuparono del tempio spesso non distinsero nettamente tra il "tempio tardo-arcaico di Creso" e il successivo "tempio tardo-classico" e, pur essendo a conoscenza delle diverse ricostruzioni, ne parlarono prevalentemente come di un unico edificio, creando a volte difficoltà di interpretazione.
Le origini del santuario furono considerate molto antiche: Pausania (110-180 d.C. circa) sostiene che il culto esistesse già in epoca precedente alla migrazione degli Ioni e che non fosse stato fondato dalle Amazzoni, come riportava invece il poeta Pindaro. Tacito (55-120 d.C. circa) riferisce che ai tempi di Tiberio gli Efesini consideravano il santuario legato alla nascita di Apollo e Diana, che ritenevano avvenuta non a Delo, bensì in un bosco presso il fiume Cencreo, nei dintorni della città. Callimaco (310-235 a.C. circa) nel suo Inno ad Artemide racconta come le Amazzoni avessero eretto nei pressi di Efeso una statua della dea posta sul tronco di un albero, intorno al quale sarebbe poi stato costruito un tempio.
Erodoto (484 a.C.-dopo il 430 a.C.) riferisce che il re di Lidia Creso (560-546 a.C.) aveva donato al santuario di Efeso la maggioranza delle colonne del tempio. Plinio il Vecchio (23-79 d.C.) riferisce che il tempio era stato costruito in 120 anni con il denaro di tutta l'Asia e che le sue 127 colonne erano state offerte ciascuna da un diverso re. Anche Dionigi d'Alicarnasso (60 a.C. circa -7 a.C.), parlando di Servio Tullio, cita il tempio di Artemide a Efeso come di un tempio costruito da tutti gli Ioni.
Plinio il Vecchio riferisce che il tempio era stato costruito dall'architetto cretese Chersifrone di Cnosso, che secondo Vitruvio (80 a.C. - 15 d.C. circa) fu aiutato da Metagene, suo figlio. I due architetti scrissero un trattato dal quale probabilmente derivano le notizie sulle tecniche da loro adottate per trasportare le colonne e poi gli architravi dalla cava e per innalzare poi gli architravi sulle colonne. Secondo Diogene Laerzio (180-240 d.C.) per le fondamenta del tempio collaborò alla progettazione anche l'architetto Teodoro di Samo, figlio di Rhoikos, che aveva lavorato, inizialmente con il padre, anche per il tempio di Hera a Samo: secondo Plinio, per evitare i problemi posti dal terreno su cui era costruito il tempio, paludoso e poco solido, le fondamenta poggiavano su un letto di carbone schiacciato e lana.
I lunghi lavori di costruzione richiesero l'opera anche di altri architetti: secondo Vitruvio vi lavorarono anche Demetrio e Peonio di Efeso, probabilmente intorno alla metà del V secolo a.C., oppure per la ricostruzione tardo-classica; Peonio più tardi lavorò anche al tempio di Apollo a Didima, presso Mileto. Anche Strabone (ante 60 a.C. - 24 d.C. circa) riferisce di Chersifrone come architetto del tempio arcaico, seguito da un altro di cui non fa il nome e che avrebbe allargato l'edificio.
Plinio il Vecchio riferisce ancora che le dimensioni del tempio erano di 425 x 225 piedi (ovvero 125,8 x 66,6 m) e le colonne avevano un'altezza di 60 piedi (17,76 m); 36 di esse erano "columnae caelatae", ovvero scolpite. Sempre Plinio riferisce al tempio l'invenzione delle basi con toro e dei capitelli; il diametro delle colonne sarebbe stato 1/8 della loro altezza e l'altezza del toro sarebbe pari a 1/2 diametro; ancora i fusti avrebbero una rastremazione per cui il diametro superiore sarebbe inferiore di 1/7 a quello inferiore.
Cicerone (106-43 a.C.) riferisce che lo storico greco Timeo di Tauromenio (350-260 a.C. circa) affermava che il tempio venne bruciato la notte stessa della nascita di Alessandro Magno (21 luglio del 356 a.C.). Valerio Massimo (morto dopo il 31 d.C.) riferisce come gli Efesini avessero vietato di ricordare il nome del responsabile dell'incendio, che era invece stato tramandato dallo storico Teopompo (morto intorno al 320 a.C.). Il nome di Erostrato è ricordato da Strabone, che riporta anche lui come fonte Teopompo, da Eliano (165-235 d.C. circa) e da Solino (III secolo d.C.).
Ancora Strabone riferisce una notizia di Artemidoro di Efeso (II-I secolo a.C.), secondo il quale lo stesso Alessandro, all'inizio della sua campagna di conquista dell'Impero persiano, propose di finanziare la ricostruzione del tempio e che gli abitanti di Efeso rifiutarono la proposta e pagarono i lavori con le donazioni e con la vendita delle colonne del tempio distrutto. Sempre Strabone ci informa, riportando ancora notizie di Artemidoro, che l'architetto fu Dinocrate, che l'altare era stato decorato da Prassitele e che erano presenti opere dello scultore Thrason.
Antipatro di Sidone (170-100 a.C.) descrive per la prima volta in un epigramma dell'Antologia Palatina le sette meraviglie del mondo (tra cui il tempio di Artemide a Efeso):
(Antipatro di Sidone, Antologia Palatina, 9, 58)
Il poeta greco Antipatro è considerato dagli storici il compilatore della lista delle meraviglie del mondo antico.

## Scavi

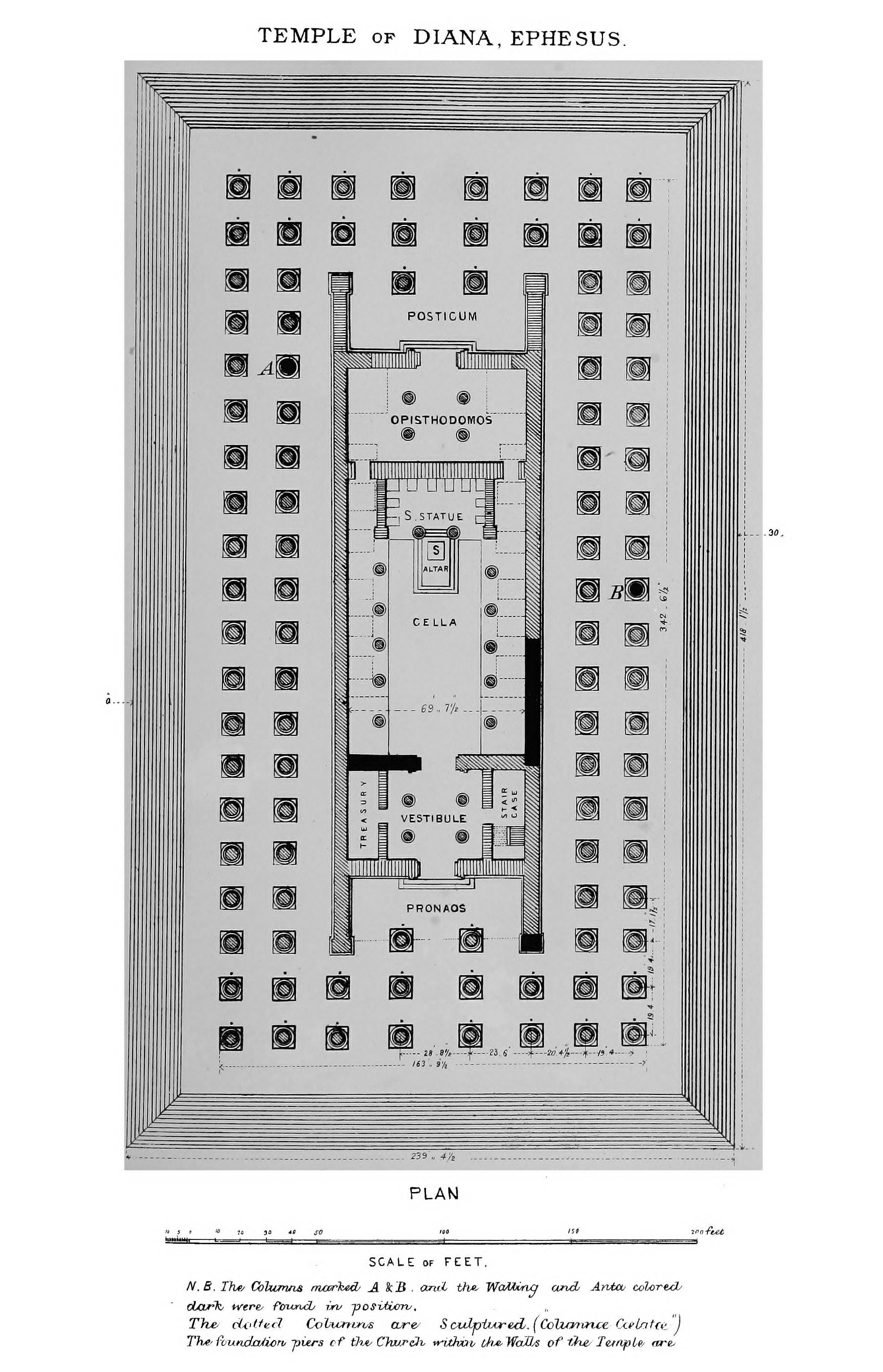
Pianta ricostruttiva del tempio di Artemide a Efeso secondo John Turtle Wood (1877)

Il riconoscimento della posizione del tempio si deve a John Turtle Wood, che lo scoprì alla fine del 1869 e vi scavò fino al 1874, inviando diversi frammenti architettonici e scultorei al British Museum, che furono studiati da Alexander Stuart Murray. Nel 1894 l'Österreichisches Archäologisches Institut riesaminò a Efeso i frammenti scoperti da Wood e redasse una pianta.
Nel 1904-1905 David George Hogarth proseguì, sempre per conto del British Museum, gli scavi di Wood, ripulendo lo stilobate del tempio arcaico, scavando al di sotto di esso ed esplorando anche il circostante temenos (recinto sacro). Furono visti i resti di tre fasi (A, B e C) precedenti al grande tempio arcaico (D).
Una nuova campagna di scavo fu intrapresa negli anni 1969-1994 sotto la direzione dell'archeologo austriaco Anton Bammer, che riconobbe nel cosiddetto tempio A di Hogarth le fondazioni del naiskos costruito all'interno della cella del grande tempio arcaico di Creso e le fasi a esso precedenti. Il tempio B di Hogarth rappresenta in realtà solo la cella di un tempio già periptero, ritenuto il più antico conosciuto. In una fase successiva questo tempio venne rialzato su una piattaforma più alta e in seguito, alla fine del VII secolo a.C., fu soppresso il colonnato esterno, con il tempio ridotto alla sola cella (tempio C).

## Descrizione

### Fasi primitive
Il primo tempio ("naos 1", datato nella seconda metà dell'VIII secolo a.C. o nel secondo quarto del VII secolo a.C.: vedi sezione "Storia"), consisteva in una cella rettangolare con le mura costruite interamente in pietra, circondata da una peristasi di otto colonne lignee sui lati lunghi e di quattro sui lati corti, che sorreggeva una trabeazione in legno e un tetto di materiale leggero. La cella era priva di tetto ("ipetra"), ma un baldacchino di tre colonne per lato copriva la statua di culto e forse un altare.
In un momento successivo, la struttura, distrutta da un'alluvione, venne rialzata rispetto al terreno circostante e probabilmente fu dotata di un tetto con almeno alcuni elementi di rivestimento in terracotta ("naos 2" o "tempio B"), datato nella seconda metà del VII secolo a.C.: vedi sezione "Storia": si tratterebbe del primo esempio conosciuto di quest'uso in Asia Minore.
Alla fine del VII secolo a.C. questo edificio fu sostituito da una struttura di maggiori dimensioni, con ante sporgenti e priva di peristasi, che ebbe due fasi successive e forse non fu mai completata ("sekos 1 e 2", o "tempio C1 e C2").

### Tempio "di Creso"

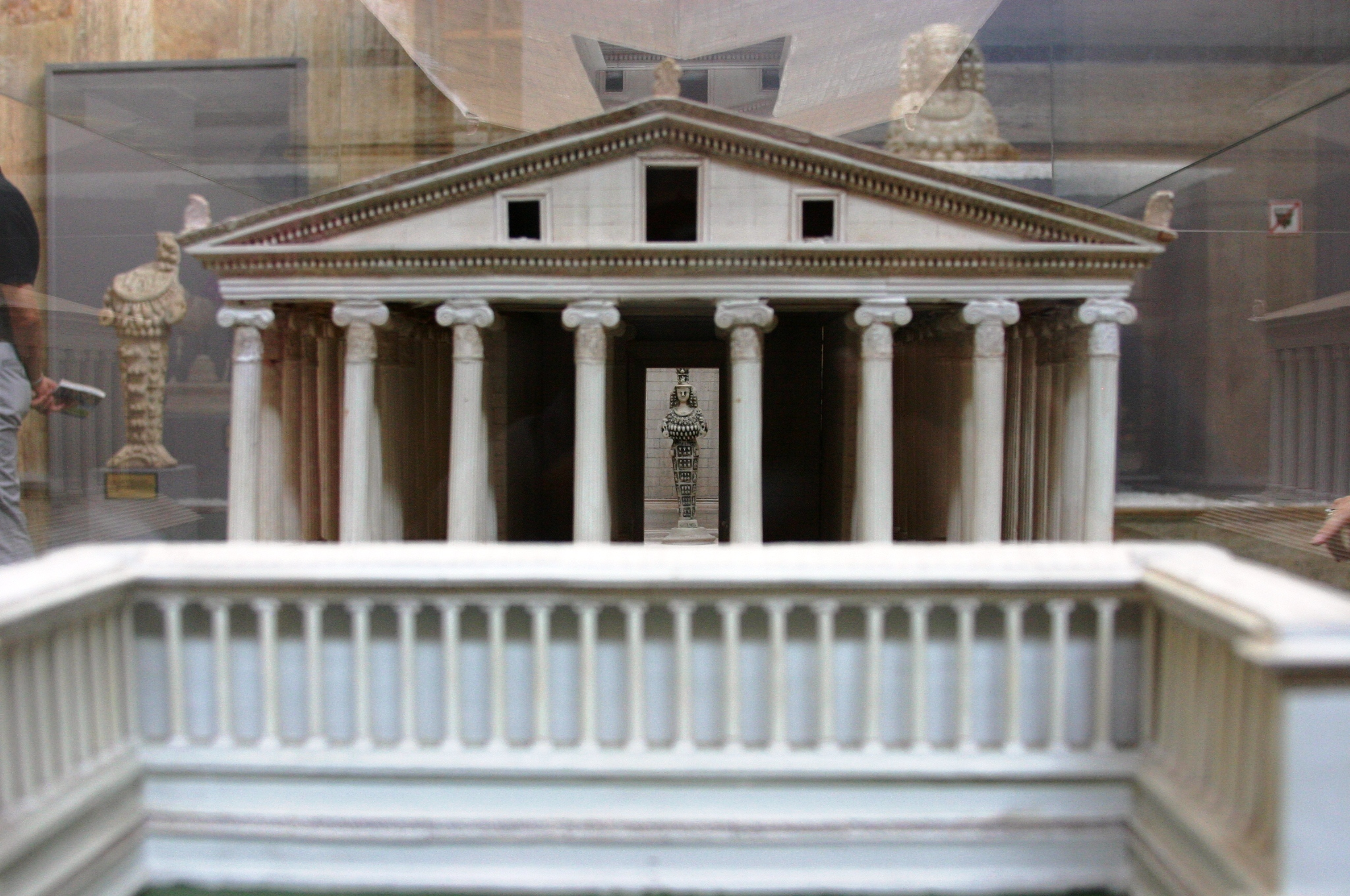
Modellino del tempio secondo le più recenti ipotesi ricostruttive. Si noti la statua della dea al centro del grande edificio, posta in uno spazio vuoto: l'Artemision infatti doveva presentarsi come una sorta di cortile circondato da un immenso portico, il cui aspetto esterno tuttavia rievocava l'immagine canonica del tempio a capanna.

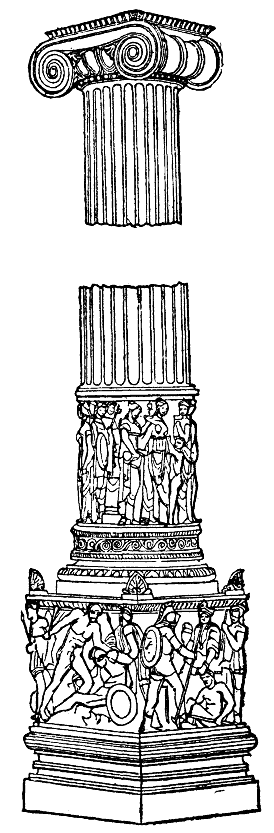
Ricostruzione di colonna e plinto figurato del 1907 di J. Fergussons

Intorno al 560 a.C. fu iniziata l'erezione del grande tempio ionico arcaico, per il quale il re della Lidia Creso dedicò le colonne. I lavori durarono a lungo: forse fino al 525 a.C. per il completamento delle colonne e forse addirittura il 470-460 a.C. per il termine della trabeazione. Il tempio fu attribuito all'architetto Chersifrone, di Cnosso, e a suo figlio Metagene, che scrissero un trattato sulla sua edificazione, mentre l'architetto Teodoro di Samo, che aveva lavorato al tempio di Hera a Samo, contribuì alla creazione di solide fondamenta nel terreno paludoso.
Come molti templi di Artemide in Asia Minore era orientato a ovest (anziché a est come in genere in templi greci). Sappiamo che l'edificio, interamente in marmo locale, era un tempio diptero, ovvero con due file di colonne che circondavano le cella, sopra una bassa crepidine a due gradini.
Lo stilobate misurava 115 x 55 m.
Il tempio aveva due o tre file di otto colonne sulla fronte occidentale (tempio "ottastilo"), con l'intercolunnio centrale più ampio, due file di nove colonne sul retro (con gli intercolunni centrali più ristretti) e due file di 20 o 21 colonne sui lati (con gli ultimi due intercolunni verso la facciata principale occidentale più larghi). Davanti alla cella era un pronao molto profondo, suddiviso in tre navate da due file di quattro colonne.
Anche in questa fase la cella rimase priva di soffitto ("ipetra") e al suo interno si trovava un naiskos (piccolo tempietto o edicola sacra) con davanti un altare. Sul fondo della cella, la presenza di un muro trasversale testimonia l'esistenza di un adyton (spazio riservato ai sacerdoti, santuario).
Un altare monumentale, di cui si sono viste solo parte delle fondazioni, si trovava già in questa fase in asse con il tempio davanti alla sua facciata.

#### Elevato del tempio arcaico
Dell'elevato del tempio arcaico restano solo frammenti, che consentono diverse ipotesi ricostruttive. Frammenti di rilievi piani con figure potrebbero infatti appartenere non ai plinti inferiori delle basi delle colonne, come nella fase successiva, ma a un basso fregio continuo disposto alla base del muro della cella o inserito nella trabeazione. Come nella fase successiva inoltre erano presenti rocchi di colonna decorati con scene di processione, riservate probabilmente alla facciata principale occidentale. Le colonne dovevano raggiungere un'altezza di circa 18 m (pari a circa 12 volte il diametro di base e sono dunque particolarmente esili.
Le basi erano della forma asiatica, con un toro scanalato sopra due scozie separate da tondini. Il fusto delle colonne poteva avere 40, 44 o 48 scanalature a spigolo vivo: in quelli con scanalature più fitte, queste erano alternativamente più larghe e più strette. I capitelli ionici sono di una forma nella quale lo sviluppo della forma canonica, secondo le forme tipiche dell'Asia Minore, era già avviato e sono dunque stati datati a una fase avanzata della costruzione, intorno al 540 a.C.
Le colonne della facciata avevano una maggiore ricchezza decorativa, con i capitelli ionici dalle volute ornate da rosette e dotati forse di un collarino decorato, con il toro superiore delle basi decorato da un motivo di foglie ("kyma lesbio") e con i rocchi scolpiti, collocati nella parte inferiore del fusto, subito sopra la base, o alla sua parte superiore, subito sotto il capitello ionico, nella posizione di un collarino.
Sono molto scarsi i resti della trabeazione: non conosciamo né l'architrave, né i dentelli. La cornice terminava superiormente con una grande sima con decorazioni scolpite.

### Tempio tardo-classico

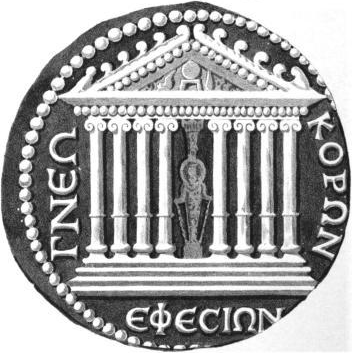
Riproduzione ottocentesca di una moneta emessa sotto Gordiano III (238-244 d.C.), con la facciata del tempio di Artemide a Efeso

Dopo l'incendio del 356 a.C., il tempio venne ricostruito ("diptero 2") sulla stessa pianta del precedente tempio "di Creso" ("diptero 1"), ma su uno stilobate fortemente rialzato, alto 2,68 m e a cui si accedeva per mezzo di 13 gradini. Le dimensioni dello stilobate erano maggiori di quelle del tempio arcaico e raggiungevano 125,16 x 64,79 m. All'interno l'antico adyton fu sostituito da un opistodomo, che si apriva sul colonnato del retro con altre tre colonne.
I fusti delle colonne avevano 24 scanalature separate da listelli e le basi ripetevano le forme di quelle del tempio arcaico. Furono scolpiti nuovi rilievi per i rocchi scolpiti delle columnae caelatae, uno dei quali, rinvenuto nei primi scavi ottocenteschi, si conserva al British Museum di Londra. Secondo Plinio uno di questi rocchi sarebbe attribuibile allo scultore Skopas.
Anche la trabeazione riprese il modello del tempio più antico, ma le figure della sima superiore, ai lati dei gocciolatoi a testa di leone, furono rimpiazzate da un disegno vegetale più convenzionale. Sui lati corti il tempio era dotato regolarmente di un frontone, come mostrano le raffigurazioni sulle monete: al centro del timpano era presente un'apertura, forse destinata a diminuire il peso gravante sulle colonne.

#### Altare monumentale
Immediatamente a ovest della facciata del tempio tardo-classico, gli scavi hanno rimesso in luce la piattaforma a U (39,70 x 16,67 m), pavimentata con lastre di forma poligonale o trapezoidale. L'altare, nella stessa posizione di quello del tempio tardo-arcaico, era in questa fase circondato su tre lati da un doppio colonnato, poggiante su uno zoccolo alto 3,40 m e aperto sul lato opposto al tempio, con gradini che permettevano l'accesso.

## Ricostruzioni

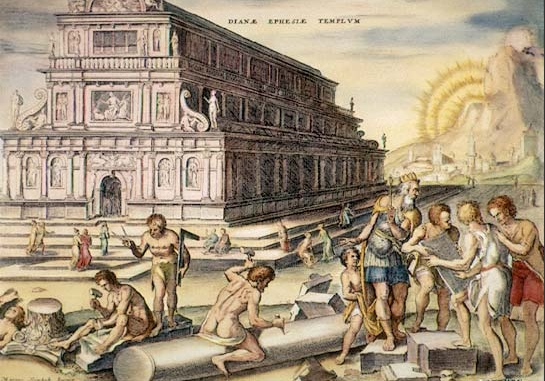
Il tempio di Artemide secondo una fantasiosa ricostruzione cinquecentesca (incisione a colori di Martin van Heemskerck). Appare evidente l'associazione architettonica tra il tempio e gli edifici di culto cristiani coevi al van Heemskerck, palesata dalle volute manieriste di raccordo tra gli elementi di facciata.
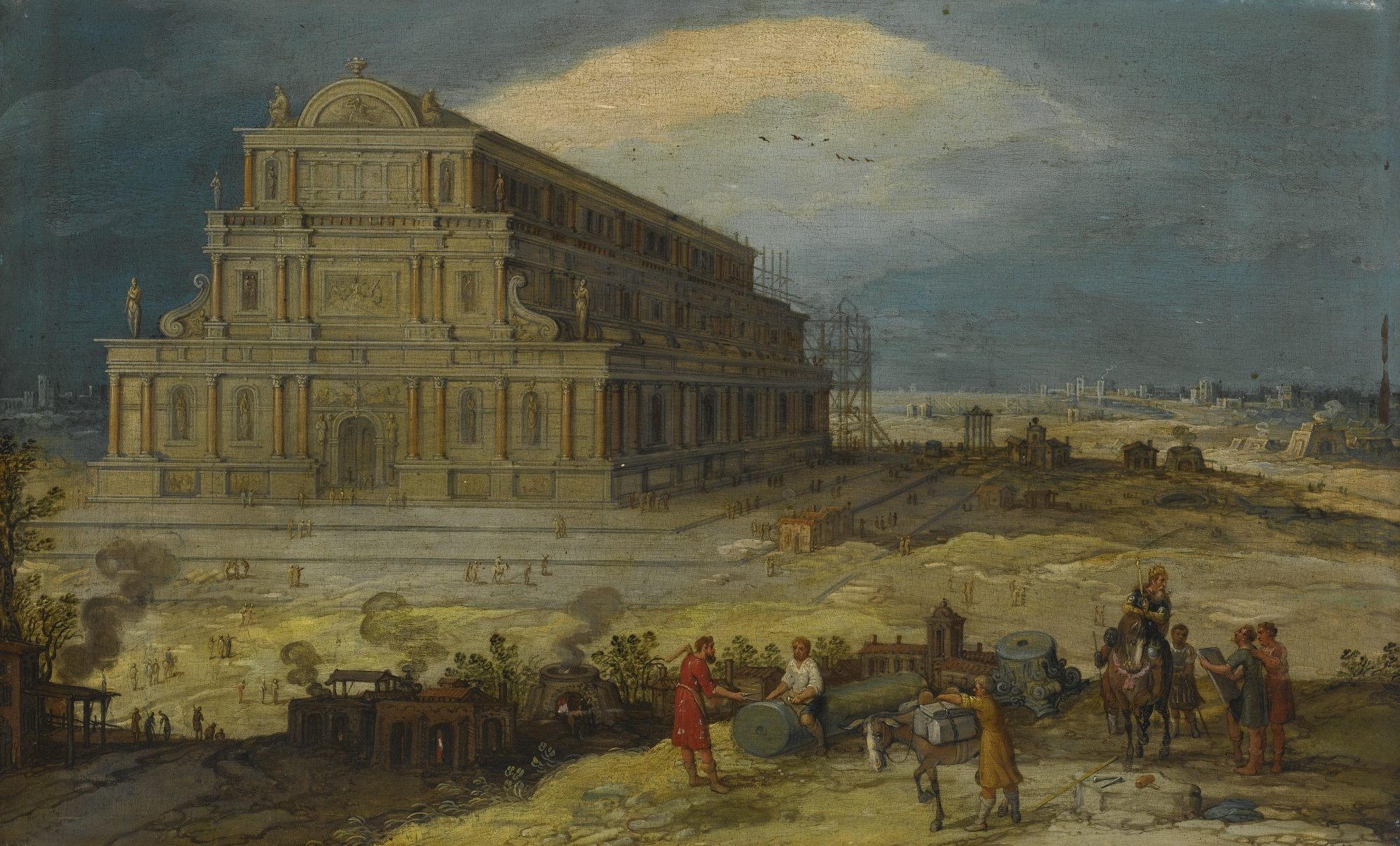
Altra fantasiosa ricostruzione del XVI secolo (olio su legno di Hendrik van Cleve). La posa dei personaggi, l'aspetto dell'edificio, la replica degli oggetti intorno alla scena di primo piano può condurre all'idea che le due opere seguissero un unico canone interpretativo.
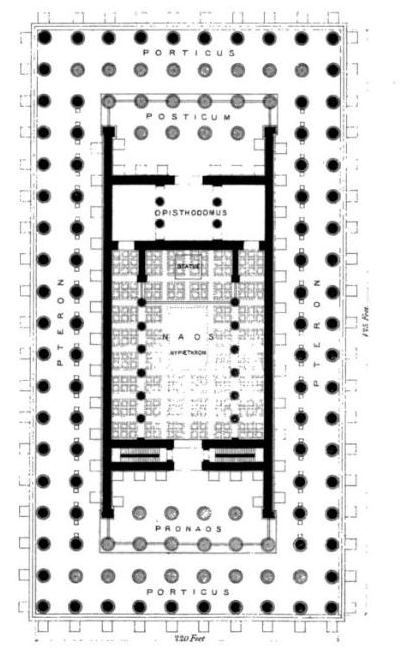
Planimetria del tempio secondo E. Falkener (1862). Le colonne a mezza tinta sono le columnae caelatae secondo l'Autore.
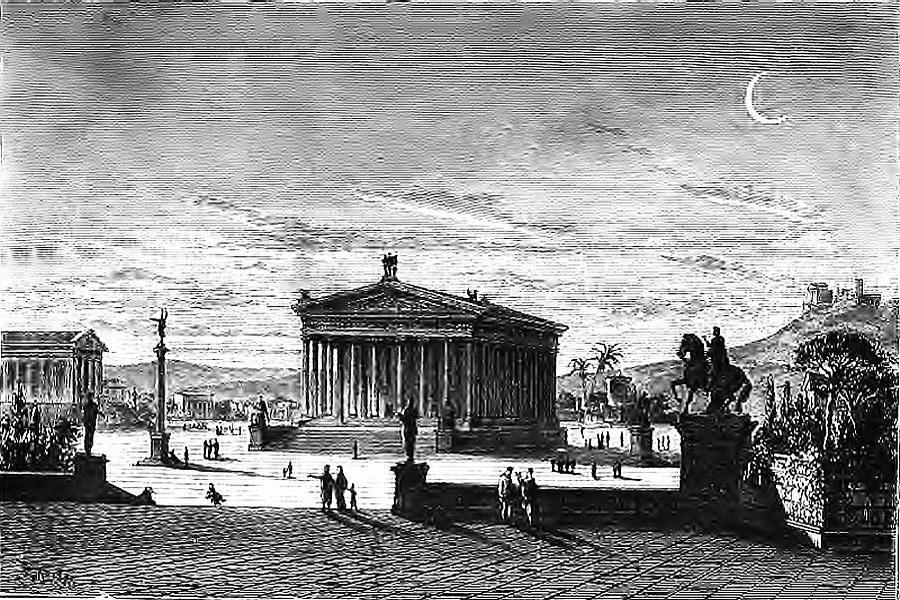
Incisione del 1880 di Sidney Barclay rappresentante il tempio di Artemide e facente parte di una raccolta rappresentante le sette meraviglie del mondo
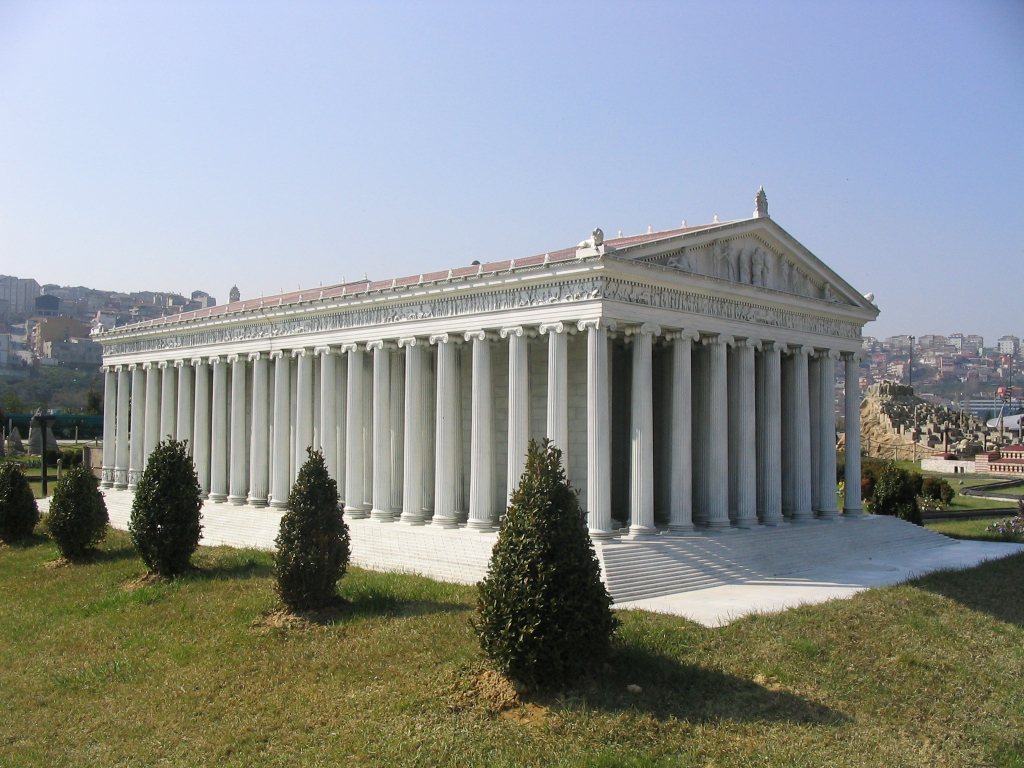
Riproduzione plastica nel parco Miniatürk di Istanbul. La miniatura, nonostante l'anno di realizzazione (intorno al 2003), ripropone ancora l'ipotesi ricostruttiva ottocentesca.
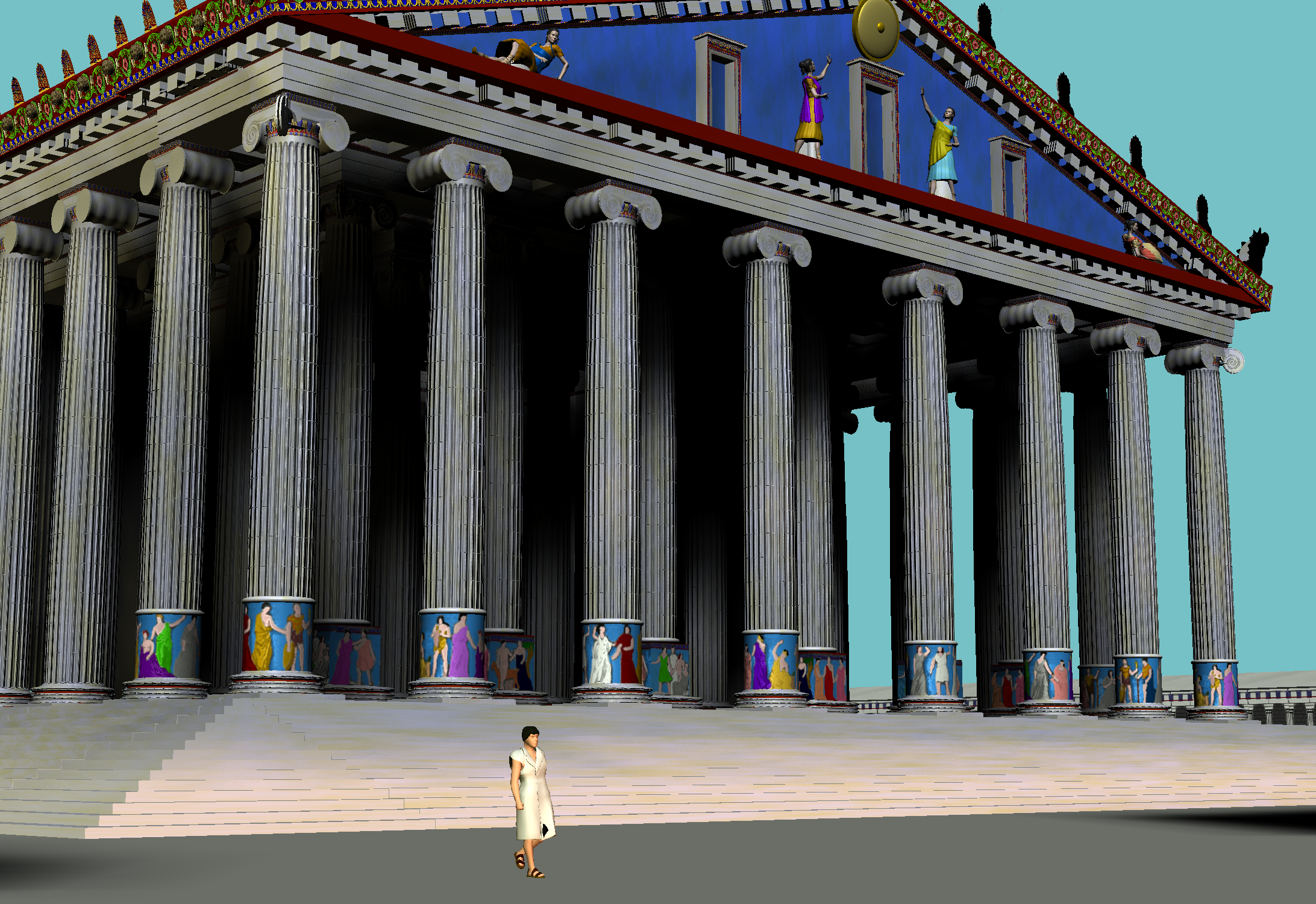
Restituzione grafica del tempio. I colori, sebbene ispirati a quanto pervenuto da altri grandi edifici templari greci, sono meramente indicativi e non vogliono essere che un esempio.